# Ernesto Amantegui
Ernesto Amantegui Phumipha (Oviedo, España, 16 de abril de 1990) es un futbolista hispano-tailandés que juega como defensa en el Nakhon Pathom United de la Liga Premier de Tailandia.

## Trayectoria
En el año 2009 debutó con el Real Oviedo tras haber jugado en sus categorías inferiores y en el equipo filial. Disputó un total de once partidos en Segunda División B con el equipo asturiano antes de fichar por el C. D. Mirandés en 2011. Allí jugó durante una temporada en la que consiguió el ascenso a Segunda División tras vencer en la promoción al C. D. Atlético Baleares. En 2012 firmó un contrato con el Real Sporting de Gijón "B" y, un año después, se fue a Tailandia para fichar por el Buriram United F. C., equipo con el que se proclamó campeón de la Liga Premier, de la Copa de Tailandia y de la Copa de la Liga en la misma campaña. En la temporada 2013/14 el Army United F. C. se hizo con sus servicios, disputando 54 partidos de liga y anotando seis goles. En 2016 se marchó al Bangkok United F. C., de nuevo en primera división, con 27 partidos a sus espaldas. Además con el club debutó en la AFC Champions League el 31 de enero de 2017 en un partido contra el Johor Darul Takzim FC de Malasia que finalizó con un resultado favorable al Bangkok United en la tanda de penaltis tras empatar a uno en los 90 minutos reglamentarios. Posteriormente jugó también para el Air Force United y el Port FC, para que finalmente el 24 de junio de 2019 se marchase al Muangthong United. El 5 de enero de 2020 se hizo oficial su fichaje por el Samut Prakan City. Allí jugó hasta junio de 2021, momento en el que se marchó al BG Pathum United F. C.

## Clubes
| Club                       | País      | Año       | Partidos | Goles |
| -------------------------- | --------- | --------- | -------- | ----- |
| Real Oviedo Vetusta        | España    | 2009-2011 | 54       | 7     |
| Real Oviedo                | España    | 2009-2011 | 11       | 0     |
| C. D. Mirandés             | España    | 2011-2012 | 14       | 0     |
| Real Sporting de Gijón "B" | España    | 2012-2013 | 24       | 0     |
| Buriram United F. C.       | Tailandia | 2013-2014 | 0        | 0     |
| Army United F. C.          | Tailandia | 2014-2015 | 55       | 6     |
| Bangkok United             | Tailandia | 2016-2018 | 30       | 0     |
| Air Force United (cedido)  | Tailandia | 2018      | 13       | 0     |
| Port FC                    | Tailandia | 2019      | 0        | 0     |
| Muangthong United          | Tailandia | 2019      | 6        | 0     |
| Samut Prakan City          | Tailandia | 2020-2021 | 30       | 0     |
| BG Pathum United F. C.     | Tailandia | 2021-2023 | 34       | 0     |
| Police Tero F. C.          | Tailandia | 2023      | 6        | 0     |
| Khon Kaen United F. C.     | Tailandia | 2024      | 10       | 0     |
| Nakhon Pathom United       | Tailandia | 2024-     | 25       | 0     |

## Palmarés

### Campeonatos nacionales
| Título                         | Club                   | País      | Año  |
| ------------------------------ | ---------------------- | --------- | ---- |
| Liga tailandesa                | Buriram United F. C.   | Tailandia | 2013 |
| Copa de Tailandia              | Buriram United F. C.   | Tailandia | 2013 |
| Copa de la Liga                | Buriram United F. C.   | Tailandia | 2013 |
| Copa de Campeones de Tailandia | BG Pathum United F. C. | Tailandia | 2021 |
| Copa de Campeones de Tailandia | BG Pathum United F. C. | Tailandia | 2022 |